# Smash Your Head Against the Wall
Smash Your Head Against the Wall è il primo album solista di John Entwistle, pubblicato nel 1971 dall'etichetta discografica Decca.

## Tracce
LP (Decca DL 79 183)
1. My Size
2. Pick Me Up (Big Chicken)
3. What Are We Doing Here?
4. What Kind of People Are They?
5. Heaven and Hell
6. Ted End
7. You're Mine
8. No. 29 (External Youth)
9. I Believe in Everything

### Bonus tracks
1. Cinnamon Girl (Neil Young)
2. It's Hard to Write a Love Song (demo)
3. The Haunted Can Be Free (demo)
4. World Behind My Face (demo)
5. My Size (early take)
6. What Kind of People Are They? (demo)
7. Pick Me Up (Big Chicken) (demo)
8. No. 29 (External Youth) (demo)
9. Ted End (demo)